# 러시아와 유럽
《러시아와 유럽》(러시아어: Россия и Европа)는 러시아의 생태학자 니콜라이 다닐렙스키의 철학 저서이다.

## 작품 소개
슬라브 민족 고유의 정신적 가치와 독자성을 강조하는 <러시아와 유럽>은 19세기 러시아의 대표적인 보수 이데올로기를 반영한 책으로 평가되었다. 그들은 러시아, 나아가서는 슬라브 민족의 고유성과 독자성을 문화의 근간으로 설정하고, 슬라브 민족 연대를 주장한 다닐렙스키의 사상에서 이념적 지지 기반을 발견했다. 다닐렙스키는 인류의 발전이란 개별적인 역사ᐨ문화권들의 기여로 이루어지며, 러시아를 주축으로 한 슬라브 민족은 가장 완전한 역사ᐨ문화권의 생성을 눈앞에 두고 있다고 보았다. 저자의 사상은 호먀코프, 악사코프와 같은 정통 슬라브주의자들의 생각을 계승하고 있었다. 또한 슬라브주의를 집대성하고 체계화한 것은 다닐렙스키가 러시아 철학사에 기여한 주요한 공적으로 인정받았다. 그러나 스트라호프가 평가하듯이 ≪러시아와 유럽≫은 정통 슬라브주의에서 진일보한 면모를 보여준다. 슬라브주의자들은 러시아를 주축으로 한 슬라브 민족의 동맹이 세계 구원의 열쇠를 쥐고 있다는 관점을 내세우는 데 반해, 다닐렙스키는 슬라브 동맹 역시 전체 인류 역사를 구성하는 하나의 역사ᐨ문화권이지, 인류 전체를 이끌거나 대신할 수는 없다고 언급한다. 즉, 다닐렙스키는 러시아가 세계를 구원할 것이라는 슬라브주의 특유의 메시아 사상 대신 세계 역사를 다양한 역사ᐨ문화권들의 공존으로 해석하고, 단일한 문화의 주도보다는 상생에 주안점을 두었던 것이다.
소비에트 체제가 존속하는 동안 부각되지 못했던 <러시아와 유럽>은 1990년대 러시아의 개혁, 개방 시기에 새롭게 주목받게 된다. 서구의 가치가 무분별하게 범람하던 상황에서 솔제니친과 같은 사상가들은 소비에트 이데올로기가 부정했던 러시아의 정통적 가치 부활을 지지했다. <러시아와 유럽>에 대한 재평가가 이뤄지는 것은 이 책이 19세기 러시아 상황에만 국한되지 않고, 문화의 본질을 고찰했던 문화 이론서이기 때문이기도 했다. 다닐렙스키에 따르면 문화의 출발점은 민족과 민족정신에 있다. 그는 사과나무에서 배를 얻어낼 수 없는 것과 마찬가지로 한 민족의 문화는 다른 민족의 문화에 이식될 수 없고, 혹 그렇다 하더라도 창조적인 결실을 주지는 못한다고 보았다. 또 모든 역사ᐨ문화권은 유기체처럼 탄생부터 소멸까지 생장 주기를 거친다고 주장했다. 다닐렙스키의 문화관은, 유럽을 모델로 삼고 서구와 동일한 체제에 편입되기 위해 러시아의 전통적 가치와 결별할 것을 주장했던 서구주의자들의 견해와 대척점을 이루었다. 즉, 서구주의자들이 유럽의 문화를 가장 진보한 것이며 다른 민족들이 그 뒤를 따르게 된다는 단선적 문화의 진화론을 견지했다면, 다닐렙스키는 각 민족 문화의 고유성과 다양성에 토대를 둔 역사ᐨ문화관을 발전시켰던 것이다.
지구화, 개방화가 가속화되며 얼굴 없는 기술 문명으로 통합되는 21세기에 민족의 전통과 고유성은 버려야 할 과거의 잔재가 아니라 문화의 다양성을 가능하게 하는 하나의 원천으로서의 가치를 획득한다. 다양한 역사 문화권의 공존이 인류 전체 문화의 번영을 가져온다는 다닐렙스키의 주장은 아직까지도 문화의 상대성과 다양성에 대해 성찰하는 계기를 주고 있다.

## 서지 정보
- 이혜승 역, 2009년, 지식을만드는지식[깨진 링크(과거 내용 찾기)] ISBN 978-89-6406-364-4